# Phalacrocorax fuscicollis
El cormorán indio o cormorán hindú (Phalacrocorax fuscicollis) es una especie de ave suliforme de la familia Phalacrocoracidae. Vive principalmente en las aguas interiores del subcontinente indio, pero también se extiende al oeste hasta Sind y al este hasta Tailandia y Camboya. Es una especie gregaria que se puede distinguir fácilmente del cormorán enano (Microcarbo niger) de tamaño similar, por su ojos azules, cabeza pequeña con frente inclinada y un pico largo y estrecho que termina en una punta ganchuda.